# Dimancheville
Dimancheville är en kommun i departementet Loiret i regionen Centre-Val de Loire strax norr Frankrikes mitt. Kommunen ligger i kantonen Puiseaux som tillhör arrondissementet Pithiviers. År 2022 hade Dimancheville 107 invånare.

## Befolkningsutveckling
Antalet invånare i kommunen Dimancheville
| Referens: INSEE |